# Rete tranviaria di Okayama
La rete tranviaria di Okayama (岡山電気軌道 ?, Okayama Denki Kidō) è costituita da due brevi linee tranviarie che servono il centro della città giapponese. La società, subalterna del gruppo Ryōbi Bus, gestisce anche parte del trasporto urbano su gomma della città.

## Rete
La rete è attualmente composta da due linee tranviarie, per un percorso totale di 4,6 km, fra le più brevi del Giappone:
■ Linea Higashiyama (東山線): Okayama-Ekimae — Yanagawa — Higashiyama
■ Linea Seikibashi (清輝橋線): Okayama-Ekimae — Yanagawa — Seikibashi (ufficialmente la sezione fra Okayama-Ekimae e Yanagawa appartiene alla linea Higashiyama.)